# Matthew Whitaker

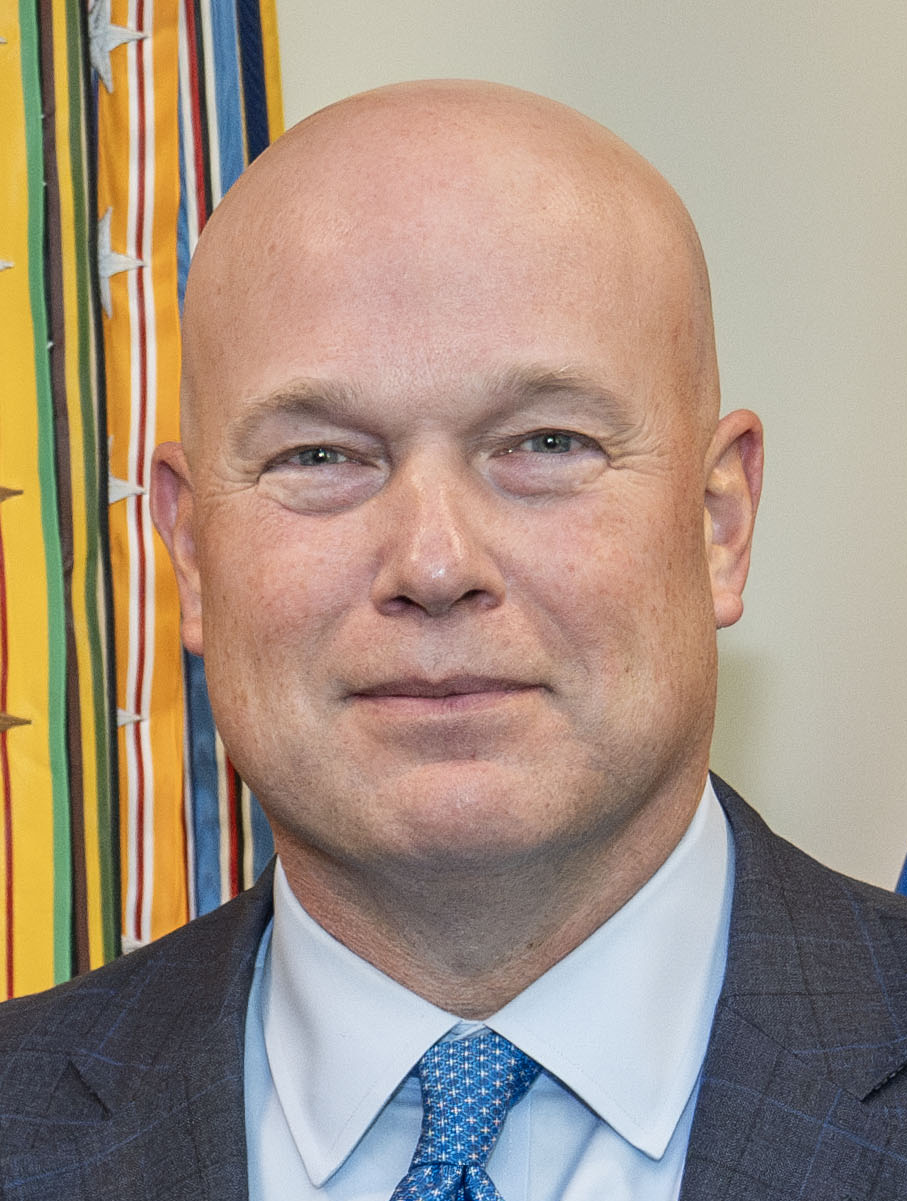
Whitaker in 2025

Matthew (Matt) George Whitaker (Des Moines (Iowa), 29 oktober 1969) is een Amerikaanse jurist. 
Na het ontslag van Jeff Sessions op 7 november 2018 wees president Donald Trump Whitaker aan als waarnemend minister van Justitie.
Whitaker is lid van de Republikeinse Partij en geldt als een loyale aanhanger van president Donald Trump.

## Carrière
Whitaker doorliep de Ankeny High School in Ankeny (Iowa). Daarna behaalde hij een B.A. Communicatiewetenschappen van de Universiteit van Iowa, waar hij ook football speelde. Van 1990 tot 1992 speelde hij in totaal 33 wedstrijden als tight end voor het universiteitsteam, de Iowa Hawkeyes. Voorts studeerde Whitaker aan de Law School of the University of Iowa. 
Vanaf 2014 leidde hij de non-profitorganisaties Foundation for Accountability en Civic Trust (FACT). In hetzelfde jaar stelde hij zich - zonder resultaat - kandidaat voor de federale Amerikaanse Senaat. In de voorverkiezingen verloor hij het duel met de Republikeinse Joni Ernst. Hij behaalde slechts 7,54 % van de stemmen.
Whitaker had zitting in de raad van toezicht van de onderneming World Patent Marketing. De onderneming ging in 2015 failliet en werd door een gerechtshof in Florida tot een geldstraf van $25 miljoen veroordeeld, omdat het investeerders met valse beloften had bedrogen.

## Waarnemend minister van Justitie
Op 7 november 2018 werd Whitaker door Trump tot interim-opvolger van minister van Justitie Jeff Sessions aangewezen. Daarvoor was Whitaker sinds 22 september 2017 stafchef van Jeff Sessions. In zijn tijdelijke leidinggevende functie kan Whitaker maximaal 210 dagen het ambt bekleden. Uiterlijk dan moet hij de functie neerleggen, dan wel door president Trump worden benoemd tot permanente minister van Justitie en tevens als zodanig door een meerderheid van de Senaat worden bevestigd.
Senator Matt McCoy uit Iowa zei over de uitverkiezing van Whitaker, dat hij zich "geen minder gekwalificeerde kandidaat voor het ambt kon voorstellen". 
Over het geheel wordt de keuze van Whitaker door de meerderheid van de Democratische Congresleden, alsmede de meeste media in de Verenigde Staten zeer kritisch ontvangen, omdat Whitaker in het recente verleden blijk heeft gegeven van een uitgesproken kritische opstelling tegenover het onderzoek van speciale aanklager Robert Mueller.
Als uitvloeisel van Whitakers  benoeming tot minister van Justitie is Whitaker nu de facto de superieur van Robert Mueller en heeft hij het finale toezicht over het onderzoeksteam van Mueller. In laatstgenoemd opzicht neemt hij de verantwoordelijkheid over van onderminister van Justitie Rod Rosenstein, omdat minister Jeff Sessions zich hiervan had verschoond wegens verzwegen contacten met Russische autoriteiten tijdens de campagne in 2016.

## Privé
Whitaker heeft drie kinderen met zijn vrouw. Hij is lid van de Evangelisch-Lutherse Kerk.